# La Capelle-et-Masmolène
La Capelle-et-Masmolène est une commune française située dans l'est du département du Gard, en région Occitanie.
Exposée à un climat méditerranéen, elle est drainée par l'Alzon, la Veyre, le Merlançon. Incluse dans les gorges du Gardon, la commune possède un patrimoine naturel remarquable : un site Natura 2000 (l'« étang et mares de la Capelle ») et deux zones naturelles d'intérêt écologique, faunistique et floristique.
La Capelle-et-Masmolène est une commune rurale qui compte 421 habitants en 2022, après avoir connu une forte hausse de la population depuis 1975.  Ses habitants sont appelés les Capellénois ou  Capellénoises.

## Géographie

### Localisation
Le village est situé à environ 12 km d'Uzès et 17 km de Bagnols-sur-Cèze. Le territoire de la commune est relativement étendu (24 km²), et situé dans le bassin d'Uzès (vallée de l'Alzon).
| Vallabrix, Pougnadoresse                            | Le Pin                  | Saint-Pons-la-Calm, Gaujac |
| Saint-Victor-des-Oules, Saint-Hippolyte-de-Montaigu | La Capelle-et-Masmolène | Pouzilhac                  |
| Flaux                                               | Castillon-du-Gard       | Valliguières               |

### Hydrographie et relief
- Source de l'Alzon.
- Étang de La Capelle.

### Climat
Pour des articles plus généraux, voir Climat de l'Occitanie et Climat du Gard.
En 2010, le climat de la commune est de type climat méditerranéen altéré, selon une étude s'appuyant sur une série de données couvrant la période 1971-2000. En 2020, Météo-France publie une typologie des climats de la France métropolitaine dans laquelle la commune est exposée à un climat méditerranéen et est dans la région climatique Provence, Languedoc-Roussillon, caractérisée par une pluviométrie faible en été, un très bon ensoleillement (2 600 h/an), un été chaud (21,5 °C), un air très sec en été, sec en toutes saisons, des vents forts (fréquence de 40 à 50 % de vents > 5 m/s) et peu de brouillards.
Pour la période 1971-2000, la température annuelle moyenne est de 13,3 °C, avec une amplitude thermique annuelle de 17 °C. Le cumul annuel moyen de précipitations est de 791 mm, avec 6,1 jours de précipitations en janvier et 3 jours en juillet. Pour la période 1991-2020, la température moyenne annuelle observée sur la station météorologique la plus proche, située sur la commune de Cavillargues à 7 km à vol d'oiseau, est de 14,1 °C et le cumul annuel moyen de précipitations est de 845,8 mm,. Pour l'avenir, les paramètres climatiques de la commune estimés pour 2050 selon différents scénarios d'émission de gaz à effet de serre sont consultables sur un site dédié publié par Météo-France en novembre 2022.

### Milieux naturels et biodiversité

#### Espaces protégés
La protection réglementaire est le mode d’intervention le plus fort pour préserver des espaces naturels remarquables et leur biodiversité associée,.
La commune fait partie de la zone de transition des gorges du Gardon, un territoire d'une superficie de 23 800 ha reconnu réserve de biosphère par l'UNESCO en 2015 pour l'importante biodiversité qui la caractérise, mariant garrigues, plaines agricoles et yeuseraies,.

#### Réseau Natura 2000

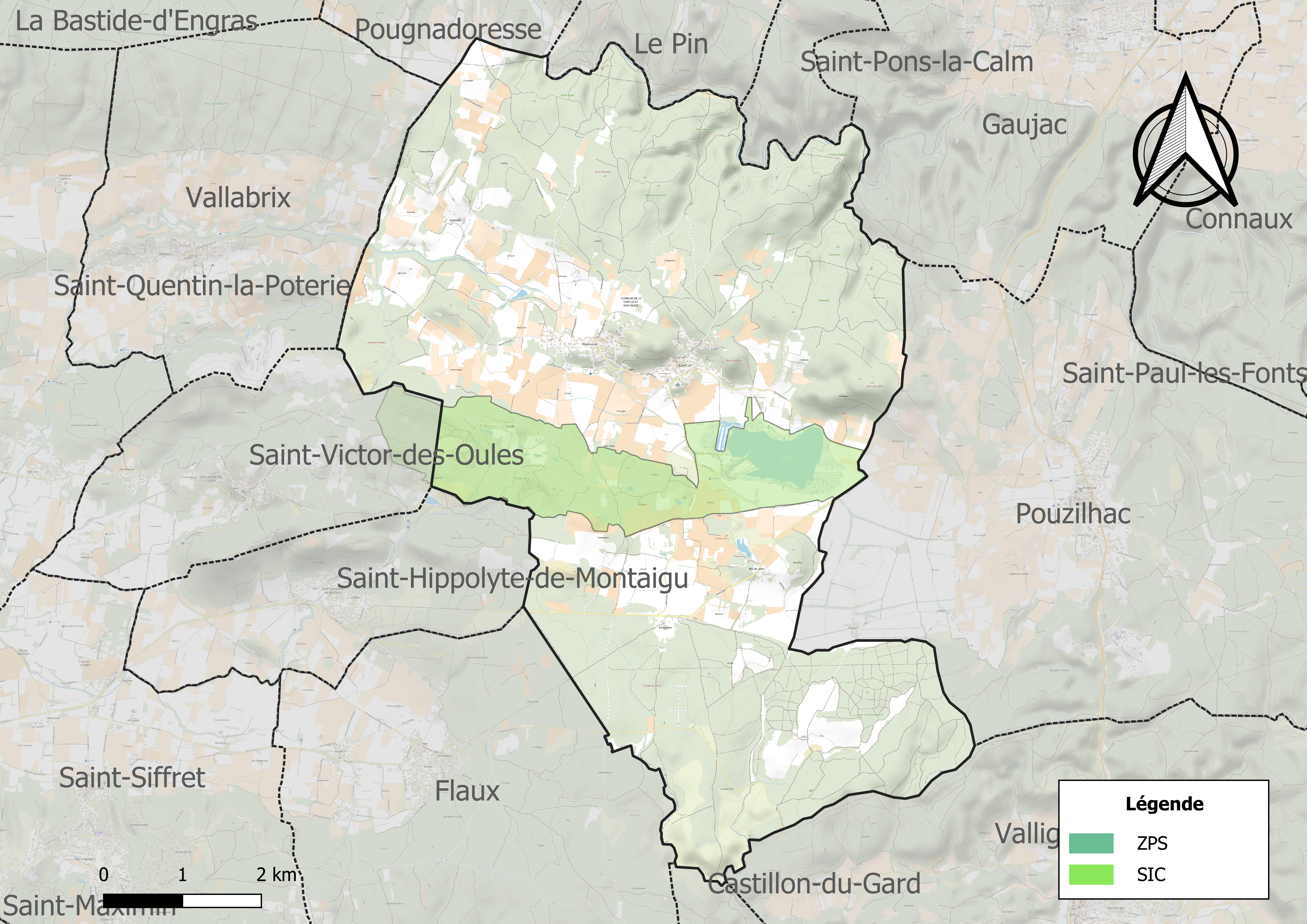
Site Natura 2000 sur le territoire communal.

Le réseau Natura 2000 est un réseau écologique européen de sites naturels d'intérêt écologique élaboré à partir des directives habitats et oiseaux, constitué de zones spéciales de conservation (ZSC) et de zones de protection spéciale (ZPS).
Un site Natura 2000 a été défini sur la commune au titre de la directive habitats : l'« étang et mares de la Capelle », d'une superficie de 314 ha, présentant un grand intérêt du fait de la présence de l'ensemble du cortège des mares temporaires méditerranéennes (habitat d'intérêt communautaire prioritaire) ainsi que d'une bonne diversité d'amphibiens, dont le triton crêté, le crapaud calamite, le pélobate cultripède.

#### Zones naturelles d'intérêt écologique, faunistique et floristique

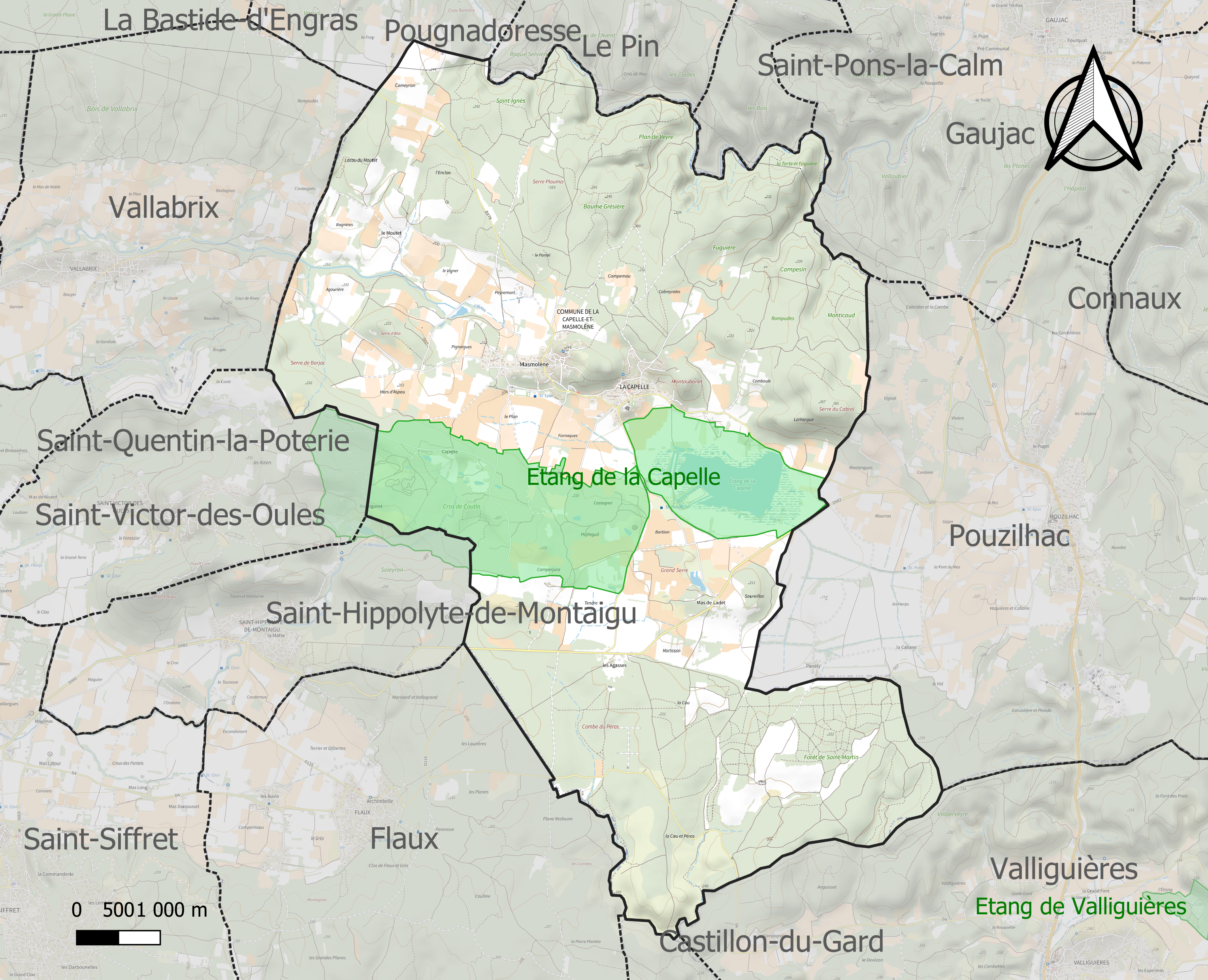
Carte des ZNIEFF de type 1 localisées sur la commune.

L’inventaire des zones naturelles d'intérêt écologique, faunistique et floristique (ZNIEFF) a pour objectif de réaliser une couverture des zones les plus intéressantes sur le plan écologique, essentiellement dans la perspective d’améliorer la connaissance du patrimoine naturel national et de fournir aux différents décideurs un outil d’aide à la prise en compte de l’environnement dans l’aménagement du territoire.
Deux ZNIEFF de type 1 sont recensées sur la commune :
l'« étang de la Capelle » (120 ha), et 
les « mares de la Capelle-et-Masmolène » (285 ha), couvrant 3 communes du département.

## Urbanisme

### Typologie
Au 1er janvier 2024, La Capelle-et-Masmolène est catégorisée commune rurale à habitat dispersé, selon la nouvelle grille communale de densité à sept niveaux définie par l'Insee en 2022.
Elle est située hors unité urbaine et hors attraction des villes,.

### Occupation des sols
L'occupation des sols de la commune, telle qu'elle ressort de la base de données européenne d’occupation biophysique des sols Corine Land Cover (CLC), est marquée par l'importance des forêts et milieux semi-naturels (58,9 % en 2018), en diminution par rapport à 1990 (60,5 %). La répartition détaillée en 2018 est la suivante : 
forêts (58,8 %), cultures permanentes (28,2 %), zones agricoles hétérogènes (5,3 %), terres arables (3,3 %), zones humides intérieures (1,8 %), zones urbanisées (1,3 %), zones industrielles ou commerciales et réseaux de communication (1,2 %), mines, décharges et chantiers (0,2 %). L'évolution de l’occupation des sols de la commune et de ses infrastructures peut être observée sur les différentes représentations cartographiques du territoire : la carte de Cassini (XVIIIe siècle), la carte d'état-major (1820-1866) et les cartes ou photos aériennes de l'IGN pour la période actuelle (1950 à aujourd'hui).

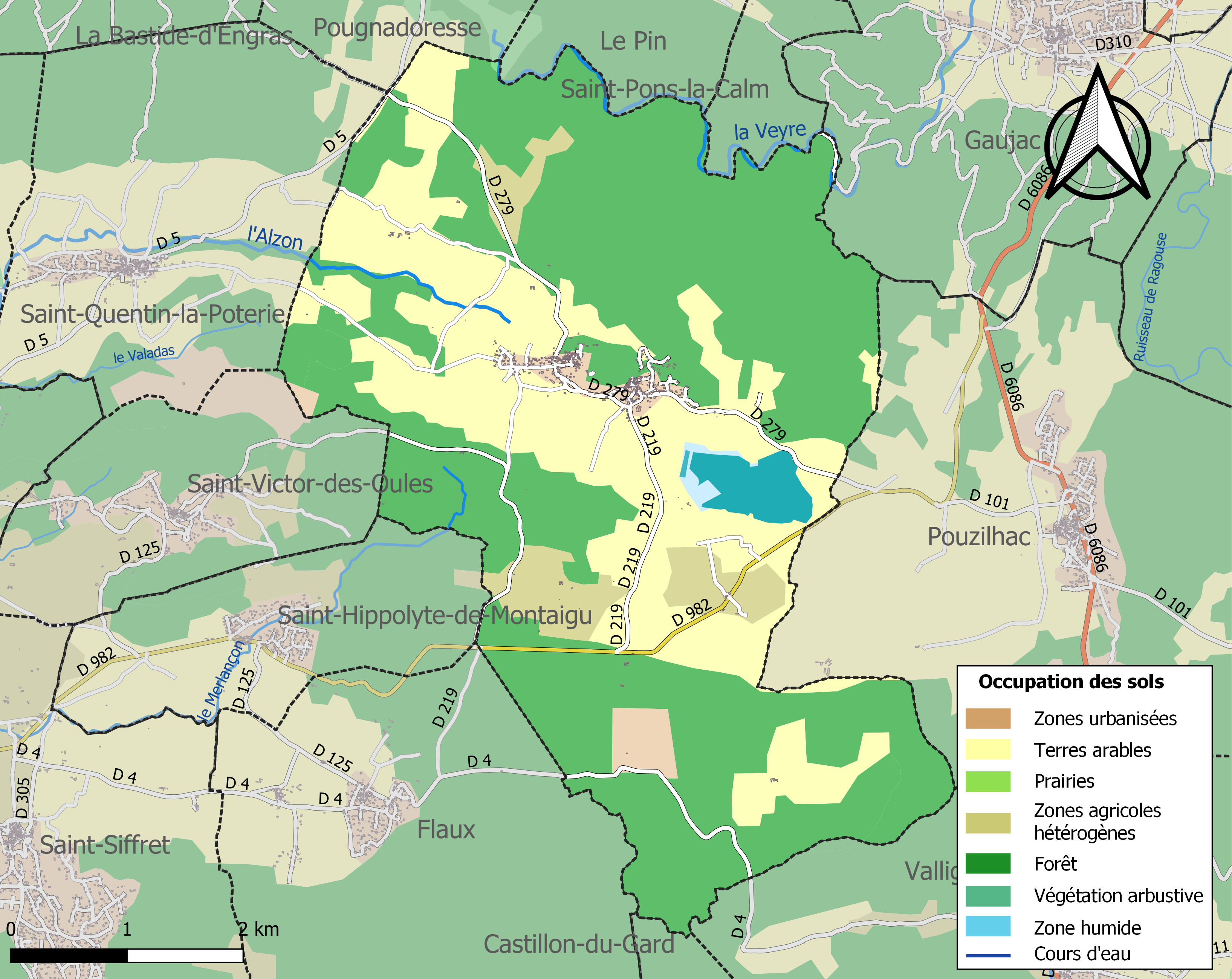
Carte des infrastructures et de l'occupation des sols de la commune en 2018 (CLC).

### Risques majeurs
Le territoire de la commune de La Capelle-et-Masmolène est vulnérable à différents aléas naturels : météorologiques (tempête, orage, neige, grand froid, canicule ou sécheresse), inondations, feux de forêts, mouvements de terrains et séisme (sismicité modérée). Il est également exposé à un risque particulier : le risque de radon. Un site publié par le BRGM permet d'évaluer simplement et rapidement les risques d'un bien localisé soit par son adresse soit par le numéro de sa parcelle.

#### Risques naturels
Certaines parties du territoire communal sont susceptibles d’être affectées par le risque d’inondation par débordement de cours d'eau et par une crue torrentielle ou à montée rapide de cours d'eau, notamment la Veyre et l'Alzon. La commune a été reconnue en état de catastrophe naturelle au titre des dommages causés par les inondations et coulées de boue survenues en 1982, 1983, 1998, 2002 et 2014,.

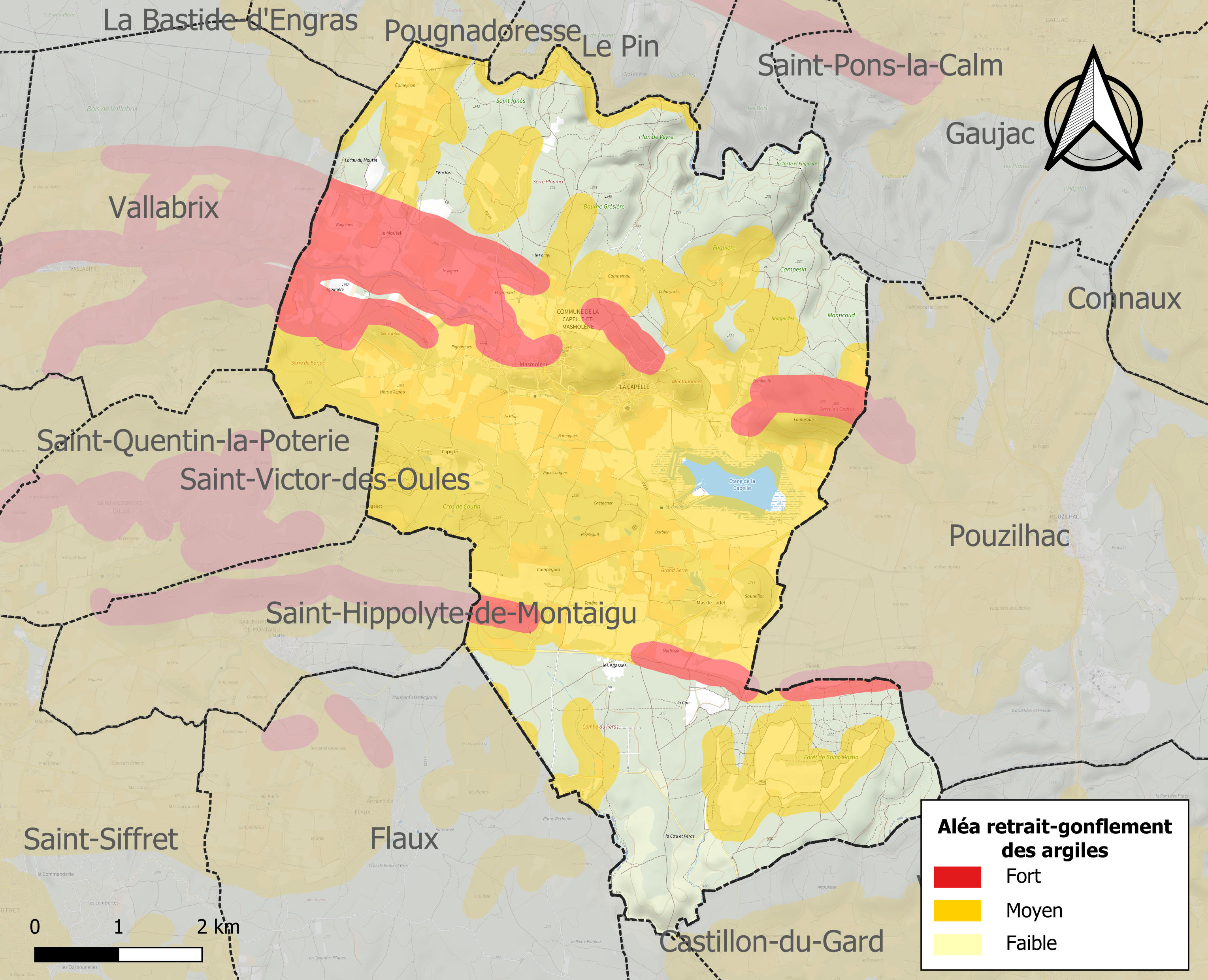
Carte des zones d'aléa retrait-gonflement des sols argileux de La Capelle-et-Masmolène.

La commune est vulnérable au risque de mouvements de terrains constitué principalement du retrait-gonflement des sols argileux. Cet aléa est susceptible d'engendrer des dommages importants aux bâtiments en cas d’alternance de périodes de sécheresse et de pluie. 67,9 % de la superficie communale est en aléa moyen ou fort (67,5 % au niveau départemental et 48,5 % au niveau national). Sur les 294 bâtiments dénombrés sur la commune en 2019, 293 sont en aléa moyen ou fort, soit 100 %, à comparer aux 90 % au niveau départemental et 54 % au niveau national. Une cartographie de l'exposition du territoire national au retrait gonflement des sols argileux est disponible sur le site du BRGM,.
Par ailleurs, afin de mieux appréhender le risque d’affaissement de terrain, l'inventaire national des cavités souterraines permet de localiser celles situées sur la commune.
Concernant les mouvements de terrains, la commune a été reconnue en état de catastrophe naturelle au titre des dommages causés par la sécheresse en 2017 et par des mouvements de terrain en 1983.

#### Risque particulier
Dans plusieurs parties du territoire national, le radon, accumulé dans certains logements ou autres locaux, peut constituer une source significative d’exposition de la population aux rayonnements ionisants. Certaines communes du département sont concernées par le risque radon à un niveau plus ou moins élevé. Selon la classification de 2018, la commune de La Capelle-et-Masmolène est classée en zone 2, à savoir zone à potentiel radon faible mais sur lesquelles des facteurs géologiques particuliers peuvent faciliter le transfert du radon vers les bâtiments.

## Histoire

### Époque contemporaine
- 1814 : Masmolène est réunie à La Capelle qui prend le nom de La Capelle-et-Masmolène.

## Politique et administration

### Liste des maires
| Période                                  | Période  | Identité           | Étiquette | Qualité  |
| ---------------------------------------- | -------- | ------------------ | --------- | -------- |
| 2001                                     | 2008     | Yves Blachère      | PS        |          |
| 2008                                     | 2020     | Jean-Claude Saorin | PS        | Retraité |
| 2020                                     | En cours | Xavier Gayte       |           |          |
| Les données manquantes sont à compléter. |          |                    |           |          |

## Population et société

### Démographie
L'évolution du nombre d'habitants est connue à travers les recensements de la population effectués dans la commune depuis 1793. Pour les communes de moins de 10 000 habitants, une enquête de recensement portant sur toute la population est réalisée tous les cinq ans, les populations de référence des années intermédiaires étant quant à elles estimées par interpolation ou extrapolation. Pour la commune, le premier recensement exhaustif entrant dans le cadre du nouveau dispositif a été réalisé en 2004.

En 2022, la commune comptait 421 habitants, en évolution de −7,06 % par rapport à 2016 (Gard : +2,97 %, France hors Mayotte : +2,11 %).
| 1793 | 1800 | 1806 | 1821 | 1831 | 1836 | 1841 | 1846 | 1851 |
| ---- | ---- | ---- | ---- | ---- | ---- | ---- | ---- | ---- |
| 190  | 189  | 241  | 529  | 536  | 547  | 536  | 540  | 561  |

| 1856 | 1861 | 1866 | 1872 | 1876 | 1881 | 1886 | 1891 | 1896 |
| ---- | ---- | ---- | ---- | ---- | ---- | ---- | ---- | ---- |
| 575  | 558  | 515  | 524  | 510  | 505  | 525  | 542  | 532  |

| 1901 | 1906 | 1911 | 1921 | 1926 | 1931 | 1936 | 1946 | 1954 |
| ---- | ---- | ---- | ---- | ---- | ---- | ---- | ---- | ---- |
| 507  | 509  | 508  | 471  | 457  | 494  | 393  | 371  | 335  |

| 1962 | 1968 | 1975 | 1982 | 1990 | 1999 | 2004 | 2006 | 2009 |
| ---- | ---- | ---- | ---- | ---- | ---- | ---- | ---- | ---- |
| 276  | 276  | 233  | 298  | 323  | 373  | 357  | 376  | 396  |

| 2014 | 2019 | 2022 | - | - | - | - | - | - |
| ---- | ---- | ---- | - | - | - | - | - | - |
| 445  | 412  | 421  | - | - | - | - | - | - |

## Économie

### Revenus
En 2018  (données Insee publiées en septembre 2021), la commune compte 192 ménages fiscaux, regroupant 429 personnes. La médiane du revenu disponible par unité de consommation est de 19 290 € (20 020 € dans le département).

### Emploi
|                | 2008   | 2013   | 2018   |
| -------------- | ------ | ------ | ------ |
| Commune        | 7,6 %  | 15,1 % | 12,7 % |
| Département    | 10,6 % | 12 %   | 12 %   |
| France entière | 8,3 %  | 10 %   | 10 %   |

En 2018, la population âgée de 15 à 64 ans s'élève à 227 personnes, parmi lesquelles on compte 81,4 % d'actifs (68,6 % ayant un emploi et 12,7 % de chômeurs) et 18,6 % d'inactifs,. En  2018, le taux de chômage communal (au sens du recensement) des 15-64 ans est supérieur à celui du département et de la France, alors qu'en 2008 la situation était inverse.
La commune est hors attraction des villes,. Elle compte 60 emplois en 2018, contre 53 en 2013 et 53 en 2008. Le nombre d'actifs ayant un emploi résidant dans la commune est de 159, soit un indicateur de concentration d'emploi de 38 % et un taux d'activité parmi les 15 ans ou plus de 53,7 %.
Sur ces 159 actifs de 15 ans ou plus ayant un emploi, 42 travaillent dans la commune, soit 27 % des habitants. Pour se rendre au travail, 85,1 % des habitants utilisent un véhicule personnel ou de fonction à quatre roues, 1,3 % les transports en commun, 2,5 % s'y rendent en deux-roues, à vélo ou à pied et 11 % n'ont pas besoin de transport (travail au domicile).

### Activités hors agriculture

#### Secteurs d'activités
28 établissements sont implantés  à la Capelle-et-Masmolène au 31 décembre 2019. Le tableau ci-dessous en détaille le nombre par secteur d'activité et compare les ratios avec ceux du département,.
Le secteur du commerce de gros et de détail, des transports, de l'hébergement et de la restauration est prépondérant sur la commune puisqu'il représente 21,4 % du nombre total d'établissements de la commune (6 sur les 28 entreprises implantées à La Capelle-et-Masmolène), contre 30 % au niveau départemental.

### Agriculture
|               | 1988 | 2000 | 2010 | 2020 |
| ------------- | ---- | ---- | ---- | ---- |
| Exploitations | 25   | 20   | 8    | 9    |
| SAU (ha)      | 476  | 472  | 434  | 456  |

La commune est dans les Garrigues, une petite région agricole occupant le centre du département du Gard. En 2020, l'orientation technico-économique de l'agriculture  sur la commune est la culture de fruits ou d'autres cultures permanentes. Neuf exploitations agricoles ayant leur siège dans la commune sont dénombrées lors du recensement agricole de 2020 (25 en 1988). La superficie agricole utilisée est de 456 ha,,.

### Secteurs d'activité
La commune héberge depuis 2017 une centrale solaire photovoltaïque d'une puissance de 12 MWc sur 20 hectares, construit par Arkolia Énergies.

## Culture locale et patrimoine

### Édifices civils
- Ruines du donjon (XIe siècle) et de la chapelle romane Saint Pierre de Masmolène

- Moulin

### Édifices religieux
Églises néo-romanes des XVIIIe et XIXe siècles :

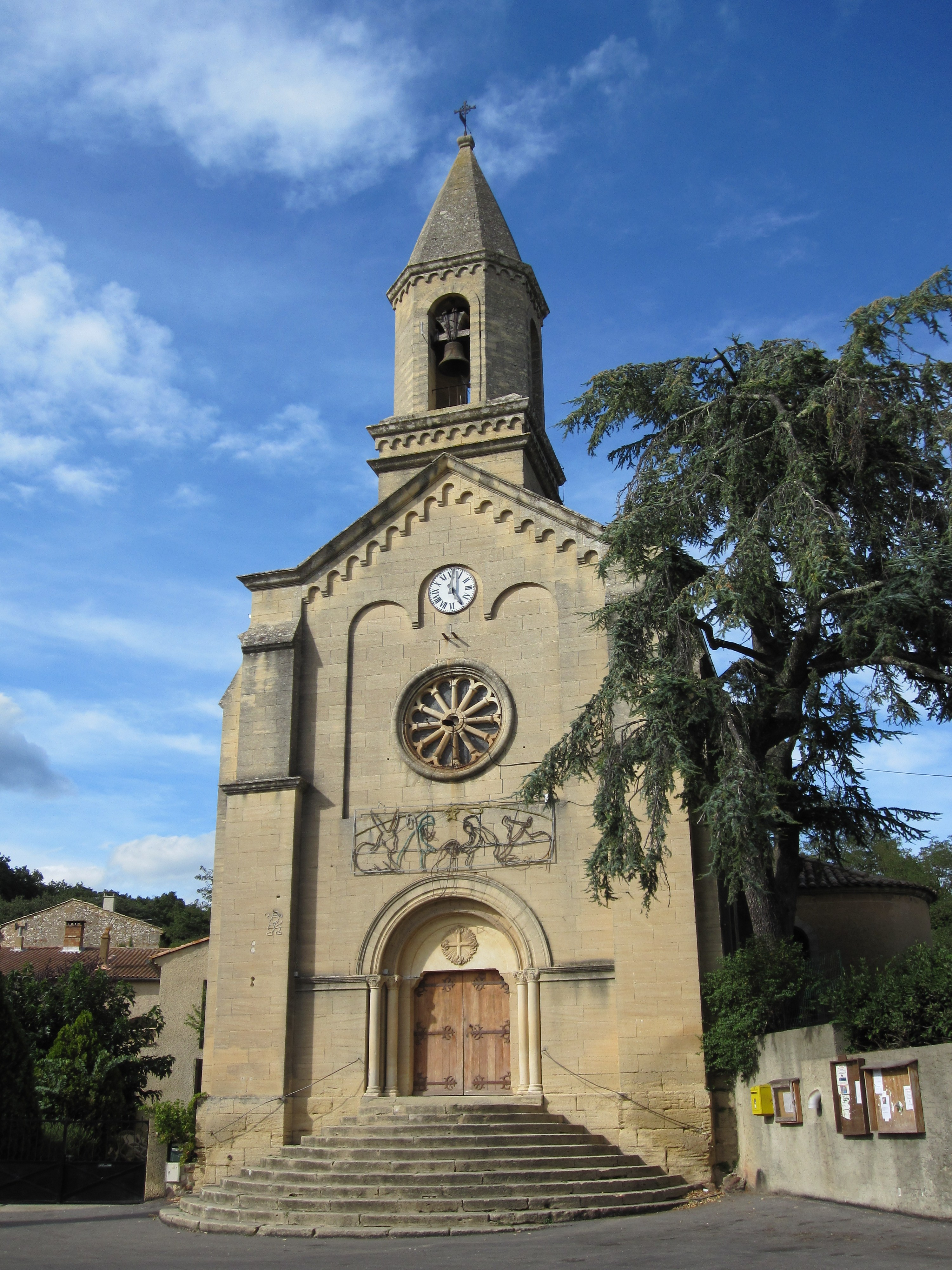
Église Saint-Michel.

- église Saint-Michel de La Capelle-et-Masmolène ;
- église Saint-Pierre-et-Saint-Paul de Masmolène ;
- chapelle de la Tour de Masmolène, de style roman du XIe siècle à Masmolène.

### Patrimoine environnemental
L’étang de La Capelle est un impluvium de 42 hectares. Il est remarquable par sa biodiversité. En effet, il constitue une très rare étendue d’eau dans les garrigues gardoises, ce qui en fait un lieu recherché par de nombreux animaux.

### Personnalités liées à la commune
Luis Alvarez (1929-1997), artiste peintre, s'y est installé en 1982 et y est inhumé.

### Tournages cinématographiques
- En 1975, le château du village (résidence privée) a servi de décor au film de Just Jaeckin, Histoire d'O.
- En 1976, Jacques Besnard a tourné, dans le village, plusieurs scènes du film Le Jour de gloire.

## Héraldique
| Blason de La Capelle-et-Masmolène | Blason  | D'or à la fasce losangée d'argent et de sinople. |
| Blason de La Capelle-et-Masmolène | Détails |                                                  |